# Jedlińsk
Jedlińsk ist ein Dorf sowie Sitz der gleichnamigen Landgemeinde im Powiat Radomski der Woiwodschaft Masowien, Polen.

## Geschichte
Der Name Jedlińsk leitet sich von den zahlreichen Tannen ab, die die mittelalterliche Siedlung umgeben.
In den Jahren 1442–1457 waren die Eigentümer der Stadt Mikołaj und Zbigniew Czajków aus Jawor des Dębno-Wappens, die Söhne von Zawisza aus Oleśnica, einem Untermieter der Region Sandomierz.
Im 16. Jahrhundert wurde die Jedliński-Familie des Nabram-Wappens Eigentümer des Dorfes, das die Stadt 1530 unter dem Vorrecht von König Sigismund I. dem Alten gründete. Ab 1540 hatte die Stadt das Schwert richtig. In den Jahren 1560–1630 diente Jedlińsk als wichtiges Zentrum des Calvinismus, der die Gemeinde und die Schule im Wettbewerb mit der Rakow-Akademie leitete. Viele Schotten ließen sich in der Stadt nieder. Nachdem die Stadt von den Katholiken übernommen worden war, verließen die Calvinisten die Stadt, die dann in Verfall geriet.
In den Jahren 1630–1669 blieb es im Besitz der Familie Witowski. Die schwedische Invasion im Jahr 1655 verursachte die Zerstörung der Stadt. In der zweiten Hälfte des 17. und 18. Jahrhunderts befand sich die örtliche Realschule unter der Krakauer Akademie. Nach Witowski wurde das Anwesen von Aleksander Załuski, Ehemann von Teresa Witowska, übernommen. Nach ihm war Jedlińsk im Besitz von Józef Sołtyk, ab 1731 Franciszek in Słupów Szembek, ab 1747 Teresa von Działyński Sikorska, ab 1752 Stanisław Andrzej Załuski, Sohn von Aleksander. Bis 1793 gehörte das Dorf Franciszek Lanckoroński, der Jedlińsk an Wilhelm Jacobson verkaufte.
Im Jahr 1794 wurde Tadeusz Kościuszko in der Nähe des Dorfes eingezogen und zog mit der Armee nach Warschau. Dann war der Besitzer Tomasz Dangiel und dann General Mikołaj Bronikowski. Am 11. Juni 1809 fand hier eine Schlacht zwischen dem Herzogtum Warschau und den Österreichern statt (Schlacht bei Jedlinski). Das Grab der Gefallenen befindet sich an der Straße nach Wola Gutowska. 1860 wurde die gotische Spitalkirche der St. Adalbert. 1869 wurde Jedlińsk das Stadtrecht entzogen und eine kleine Siedlung. Im August 1890 brach in Jedlińsk ein gefährliches Feuer aus.
Die Jedliner Landgesellschaft ist seit 1994 in Jedlińsk tätig, dank derer das nach Priester Jan Kloczkowski benannte Museum des Jedliner Landes gegründet wurde.

## Gemeinde
Zur Landgemeinde Jedlińsk gehören 31 Dörfer mit einem Schulzenamt.

## Persönlichkeiten
- Andrzej Stanisław Załuski (1695–1758), römisch-katholischer Bischof, Adliger und Bibliophiler
- Piotr Gołębiowski (1902–1980), Geistlicher, Bischof und Apostolischer Administrator von Sandomierz
- Małgorzata Foremniak  (* 1967), Schauspielerin.